# DNS-polimeráz δ
A DNS-polimeráz δ (Pol δ) eukariótákban megtalálható DNS-replikációért és -javításért felelős enzimkomplex. 4 alegységből áll, ezek a POLD1, a POLD2, a POLD3 és a POLD4. A Pol δ a vezető- és követőszál-szintézisben is fontos. Nagyobb a processzivitása a proliferálósejt-magantigénnel való kölcsönhatáskor. Ezenkívül a replikációs faktor C a PCNA-kapocstöltő szerepe miatt, mely a PCNA DNS-re való töltését katalizálja, fontos a DNS-polimeráz δ funkciójában.

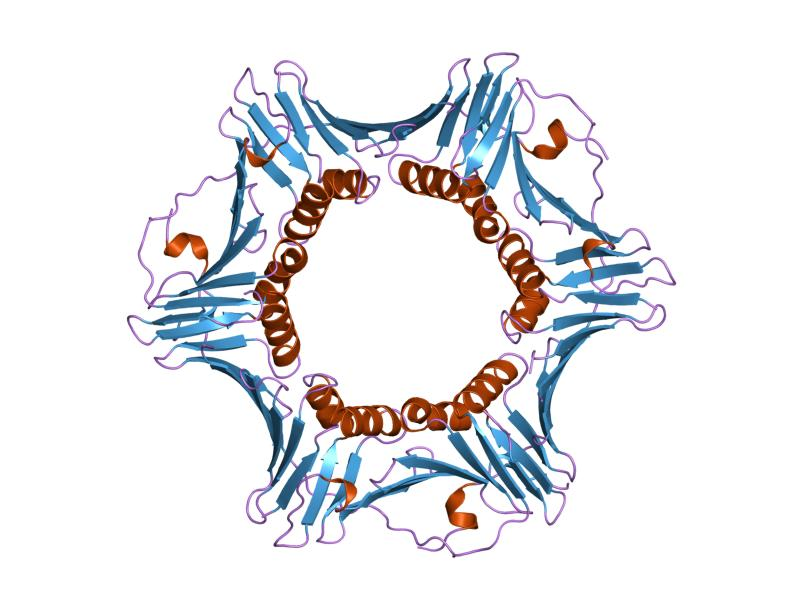
POLD3

4 rész alkotja, ezek a POLD1, a POLD2, a POLD3 és a POLD4, melyek közül a POLD1 a katalitikus alegység, a POLD2 és POLD3 egységek pedig a PCNA-val kötnek, mely erősen stimulálja a polimerázt.

## Funkció
A DNS-polimeráz δ a DNS-replikációban és a genomkezelésben fontos, a legfontosabb replikatív polimerázok egyike. A DNS-polimeráz ε működése a vezető, a DNS-polimeráz δ működése a követő szálon, a megfelelő replikációs faktorok, valamint a hibajavító fehérjék együtt genomonként és replikációs ciklusonként 1 alatti mutációs arányt okoznak. A repliszóma fontos tagjaként a DNS-polimeráz α–primáz által létrehozott Okazaki-töredékeket bővíti. A Pol δ-hiány bizonyos fenotípusai a DNS-polimeráz ε hipomorfiájával azonos fenotípust okoznak egérben.
A DNS-replikáció nagyját 3 DNS-polimeráz végzi, ezek a DNS-polimeráz α–primáz, valamint a DNS-polimeráz δ és a DNS-polimeráz ε a DNS-szintézist ellentétes szálakon katalizáló fő replikatív polimerázok. A további polimerázok (specializált, átugró vagy transzléziós polimerázok) DNS-javítással, genomstabilitással és az antitestek diverzitásával összefüggő feladatokat látnak el. Az eukarióta polimerázok szerkezetük és szekvenciájuk tekintetében állandósultak, különösen katalitikus doménjükben.
A Pol δ az eukariótákban létfontosságú fehérje, korlátozása megváltoztatja a replikációs dinamikát és ellenőrzőpont-aktivációtól és rekombinációmediált DNS-javítástól való függést okoz.

## Klinikai jelentőség
A DNS-polimeráz δ mutációi humán sporadikus colorectalis rákban és vastagbélrákban előfordulhatnak. Ez is megerősítheti a mutátor-hipotézist.
Genotoxikus ágensek vagy replikációs stressz hatására a POLD4 leválik a DNS-polimeráz δ-ról és lebomlik, így a heterotetramer trimerré alakul. Ennek tulajdonságai eltérnek az eredeti enzimtől – a transzléziós szintézisre kevésbé, a hibaészlelésre és a hibás nukleotidok ellenőrzésére jobban képes. E trimer az UV-sugárzás hatására leggyakrabban megjelenő fehérje. Ez a trimer a leggyakoribb a DNS-károsodási helyeknél – a DNS-polimeráz δ mintegy 70%-a nem rendelkezik ekkor a POLD4-gyel.

## Kölcsönhatások
Az Srs2 a szintézisdependens szálösszeillesztést a DNS-polimeráz δ D-köreit befolyásolva segíti.
A p53–DREAM-út a sejtciklus megállításában fontos, és többek közt érinti a DNS-polimeráz δ-t.
A replikációs fehérje A dinamikusan átrendeződik a primer-templát kapcsolatokon, lehetővé téve a Pol δ-holoenzim összeállását és a DNS-szintézis iniciációját.

## Fordítás
Ez a szócikk részben vagy egészben  a   DNA polymerase delta című angol Wikipédia-szócikk ezen változatának fordításán alapul.  Az eredeti cikk szerkesztőit annak laptörténete sorolja fel. Ez a jelzés csupán a megfogalmazás eredetét és a szerzői jogokat jelzi, nem szolgál a cikkben szereplő információk forrásmegjelöléseként.